# Ctenypena
Ctenypena là một chi bướm đêm thuộc họ Erebidae.